# Хронологија радничког покрета и КПЈ 1924.
| претходна целина: ◄ до 1919. |                              |
| Хронологија радничког покрета и Комунистичке партије Југославије од 1919. до 1929. године 1919. 1920. 1921. 1922. 1923. 1924. 1925. 1926. 1927. 1928. 1929. | следећа целина: 1930—1939. ► |

Хронолошки преглед важнијих догађаја везаних за Раднички покрет Југославије и Комунистичку партију Југославије (КПЈ), као и општа политичка дешавања која су се догодила у Краљевини Срба, Хрвата и Словенаца током 1924. године.
| Јануар Фебруар Март Април Мај Јун Јул Август Септембар Октобар Новембар Децембар |

## 1924. година

### Календар
|            |            |            |            |            |            |            |  |             |             |             |             |             |             |             |  |               |               |               |               |               |               |               |  |             |             |             |             |             |             |             |  |              |              |              |              |              |              |              |  |              |              |              |              |              |              |              |
| Јануар ’24 | Јануар ’24 | Јануар ’24 | Јануар ’24 | Јануар ’24 | Јануар ’24 | Јануар ’24 |  | Фебруар ’24 | Фебруар ’24 | Фебруар ’24 | Фебруар ’24 | Фебруар ’24 | Фебруар ’24 | Фебруар ’24 |  | Март ’24      | Март ’24      | Март ’24      | Март ’24      | Март ’24      | Март ’24      | Март ’24      |  | Април ’24   | Април ’24   | Април ’24   | Април ’24   | Април ’24   | Април ’24   | Април ’24   |  | Мај ’24      | Мај ’24      | Мај ’24      | Мај ’24      | Мај ’24      | Мај ’24      | Мај ’24      |  | Јун ’24      | Јун ’24      | Јун ’24      | Јун ’24      | Јун ’24      | Јун ’24      | Јун ’24      |
| П          | У          | С          | Ч          | П          | С          | Н          |  | П           | У           | С           | Ч           | П           | С           | Н           |  | П             | У             | С             | Ч             | П             | С             | Н             |  | П           | У           | С           | Ч           | П           | С           | Н           |  | П            | У            | С            | Ч            | П            | С            | Н            |  | П            | У            | С            | Ч            | П            | С            | Н            |
|            | 1          | 2          | 3          | 4          | 5          | 6          |  |             |             |             |             | 1           | 2           | 3           |  |               |               |               |               |               | 1             | 2             |  |             | 1           | 2           | 3           | 4           | 5           | 6           |  |              |              |              | 1            | 2            | 3            | 4            |  |              |              |              |              |              |              | 1            |
| 7          | 8          | 9          | 10         | 11         | 12         | 13         |  | 4           | 5           | 6           | 7           | 8           | 9           | 10          |  | 3             | 4             | 5             | 6             | 7             | 8             | 9             |  | 7           | 8           | 9           | 10          | 11          | 12          | 13          |  | 5            | 6            | 7            | 8            | 9            | 10           | 11           |  | 2            | 3            | 4            | 5            | 6            | 7            | 8            |
| 14         | 15         | 16         | 17         | 18         | 19         | 20         |  | 11          | 12          | 13          | 14          | 15          | 16          | 17          |  | 10            | 11            | 12            | 13            | 14            | 15            | 16            |  | 14          | 15          | 16          | 17          | 18          | 19          | 20          |  | 12           | 13           | 14           | 15           | 16           | 17           | 18           |  | 9            | 10           | 11           | 12           | 13           | 14           | 15           |
| 21         | 22         | 23         | 24         | 25         | 26         | 27         |  | 18          | 19          | 20          | 21          | 22          | 23          | 24          |  | 17            | 18            | 19            | 20            | 21            | 22            | 23            |  | 21          | 22          | 23          | 24          | 25          | 26          | 27          |  | 19           | 20           | 21           | 22           | 23           | 24           | 25           |  | 16           | 17           | 18           | 19           | 20           | 21           | 22           |
| 28         | 29         | 30         | 31         |            |            |            |  | 25          | 26          | 27          | 28          | 29          |             |             |  | 24            | 25            | 26            | 27            | 28            | 29            | 30            |  | 28          | 29          | 30          |             |             |             |             |  | 26           | 27           | 28           | 29           | 30           | 31           |              |  | 23           | 24           | 25           | 26           | 27           | 28           | 29           |
|            |            |            |            |            |            |            |  |             |             |             |             |             |             |             |  | 31            |               |               |               |               |               |               |  |             |             |             |             |             |             |             |  |              |              |              |              |              |              |              |  | 30           |              |              |              |              |              |              |
|            |            |            |            |            |            |            |  |             |             |             |             |             |             |             |  |               |               |               |               |               |               |               |  |             |             |             |             |             |             |             |  |              |              |              |              |              |              |              |  |              |              |              |              |              |              |              |
| Јул ’24    | Јул ’24    | Јул ’24    | Јул ’24    | Јул ’24    | Јул ’24    | Јул ’24    |  | Август ’24  | Август ’24  | Август ’24  | Август ’24  | Август ’24  | Август ’24  | Август ’24  |  | Септембар ’24 | Септембар ’24 | Септембар ’24 | Септембар ’24 | Септембар ’24 | Септембар ’24 | Септембар ’24 |  | Октобар ’24 | Октобар ’24 | Октобар ’24 | Октобар ’24 | Октобар ’24 | Октобар ’24 | Октобар ’24 |  | Новембар ’24 | Новембар ’24 | Новембар ’24 | Новембар ’24 | Новембар ’24 | Новембар ’24 | Новембар ’24 |  | Децембар ’24 | Децембар ’24 | Децембар ’24 | Децембар ’24 | Децембар ’24 | Децембар ’24 | Децембар ’24 |
| П          | У          | С          | Ч          | П          | С          | Н          |  | П           | У           | С           | Ч           | П           | С           | Н           |  | П             | У             | С             | Ч             | П             | С             | Н             |  | П           | У           | С           | Ч           | П           | С           | Н           |  | П            | У            | С            | Ч            | П            | С            | Н            |  | П            | У            | С            | Ч            | П            | С            | Н            |
|            | 1          | 2          | 3          | 4          | 5          | 6          |  |             |             |             |             | 1           | 2           | 3           |  | 1             | 2             | 3             | 4             | 5             | 6             | 7             |  |             |             | 1           | 2           | 3           | 4           | 5           |  |              |              |              |              |              | 1            | 2            |  | 1            | 2            | 3            | 4            | 5            | 6            | 7            |
| 7          | 8          | 9          | 10         | 11         | 12         | 13         |  | 4           | 5           | 6           | 7           | 8           | 9           | 10          |  | 8             | 9             | 10            | 11            | 12            | 13            | 14            |  | 6           | 7           | 8           | 9           | 10          | 11          | 12          |  | 3            | 4            | 5            | 6            | 7            | 8            | 9            |  | 8            | 9            | 10           | 11           | 12           | 13           | 14           |
| 14         | 15         | 16         | 17         | 18         | 19         | 20         |  | 11          | 12          | 13          | 14          | 15          | 16          | 17          |  | 15            | 16            | 17            | 18            | 19            | 20            | 21            |  | 13          | 14          | 15          | 16          | 17          | 18          | 19          |  | 10           | 11           | 12           | 13           | 14           | 15           | 16           |  | 15           | 16           | 17           | 18           | 19           | 20           | 21           |
| 21         | 22         | 23         | 24         | 25         | 26         | 27         |  | 18          | 19          | 20          | 21          | 22          | 23          | 24          |  | 22            | 23            | 24            | 25            | 26            | 27            | 28            |  | 20          | 21          | 22          | 23          | 24          | 25          | 26          |  | 17           | 18           | 19           | 20           | 21           | 22           | 23           |  | 22           | 23           | 24           | 25           | 26           | 27           | 28           |
| 28         | 29         | 30         | 31         |            |            |            |  | 25          | 26          | 27          | 28          | 29          | 30          | 31          |  | 29            | 30            |               |               |               |               |               |  | 27          | 28          | 29          | 30          | 31          |             |             |  | 24           | 25           | 26           | 27           | 28           | 29           | 30           |  | 29           | 30           | 31           |              |              |              |              |
|            |            |            |            |            |            |            |  |             |             |             |             |             |             |             |  |               |               |               |               |               |               |               |  |             |             |             |             |             |             |             |  |              |              |              |              |              |              |              |  |              |              |              |              |              |              |              |

## Догађаји
| Јануар Фебруар Март Април Мај Јун Јул Август Септембар Октобар Новембар Децембар |

### Јануар

#### 1. јануар
- У Београду, од 1. до 4. јануара, у редакцији листа „Радник“, одржана Трећа земаљска конференција КПЈ. Конференцији је присуствовало око 60 делегата, од чега 35 са правом гласа и по један представник Коминтерне и Балканске комунистичке федерације. На Конференцији је расправљано о организационим проблемима, преоблему продора у село, националним проблемима и др. Као и на претходне две и на овој Конференцији је дошло до сукоба између „десне“ и „леве фракције“. Сукоб је највише продубљен око националног питања - „десна фракција“ је сматрала да у Југославији постоје три народа и да Партија не треба да се бави националним, већ револуционарним питањем, док је „лева фракција“ смартала да је Југославија земља угњетеног народа. Лева фракција је оденла победу на Конференцији, услед чега је усвојена Резолуција о националном питању Ђуре Цвијића и изабрано ново руководство на челу са Тришом Кацлеровићем.[1][2]

#### 6. јануар
- У Загребу одржане демонстрације незапослених радника. Полиција је претходно забранила одржавање скупштине Независних синдиката посвећене незапосленим радницима заказане за 6. јануар. Радници су се из револта окупили испред биоскопа „Олимп“, али их је полиција растерала. Потом су се окупили испред Хрватског народног казалишта на Вилсоновом тргу (данас Трг маршала Тита), где су одржали скупштину и изгласали резолуцију са захтевом за отварање јавних радова као помоћ незапосленим радницима. Након скупштине, дошло је до демонстрација, које је жандармерија разбила на Тргу бана Јелачића.[2]

#### 11. јануар
- У Београду одржана седница Централне управе Савеза радничке омладине Југославије (СРОЈ). На седници се говорило о припремама за први редовни Конгрес СРОЈ-а, донета је одлука да се формира Обласни секретеријат за Македонију и за секретара Извршног одбора изабран Јанко Мишић. Централна управа се поново састала 9. фебруара, а 10. фебруара је одржан Конгрес.[3]

#### 21. јануар
- У Москви (Совјетски Савез) умро Владимир Иљич Уљанов Лењин (1870—1924), револуционар и филозоф, марксиста, вођа Велике октобарске социјалистичке револуције (1917) и оснивач Савеза Совјетских Социјалистичких Република (1922).[3]

#### 23. јануар
- У Београду поводом смрти Владимира Лењина Централни секретаријат НРПЈ је на згради, у којој се налазила његова дирекција, истако црвену заставу са црном траком, а Клуб студената марксиста је одржао је комеморативну конференцију у кафани „Нова скупштина“. Комеморативне скупштине одржали су и месне организације НРПЈ у Београду, Младеновцу, Ваљеву, Јагодини и Чачку.[3]

#### 24. јануар
- У организацијама Независне радничке партије Југославије (НРПЈ), од 24. јануара до 20. марта, почео да се спроводи партијски референдум. Пошто је предвиђена Земаљска конференција НРПЈ у неколико наврата била забрањивана, одлучено је да се чланство о документима предвиђеним за конференцију изјасни путем референдума (ови документ су били заправо били документи Треће земаљске конференције КПЈ, одржане почетком јануара). Резултати референдума су били објављени у марту, а од 3.100 чланова НРПЈ гласала су 2.183 члана. Резултати референдума су показали да је већина чланства прихватила партијска документа, као и нову програмску оријентацију, који је иницирала „лева фракција“.[3]

- У Бечу (Аустрија), од 24. до 27. јануара, одржан Други конгрес Балканске комунистичке омладинске федерације, на ком су донете инструкције омладинским организацијама да морају бити у најужој вези са Партијом.[3]

#### 27. јануар
- У Београду, од 27. до 29. јануара, одржан Пленум Независних синдиката Југославије, коме су поред чланова Централног одбора Централног радничког синдикалног одбора Југославије (ЦРСОЈ), присуствовали и представници свих синдикалних савеза. Пленум се бавио анализом дотадашњег рада Независних синдиката, финансирањем централног синдикалног руководства, уједињењем синдиката, организацијом синдикалне штампе и др.[3]

#### у току јануара
- У Београду књижара Геце Кона издала књигу Филипа Филиповића „Развитак друштва у огледалу историјског материјализма“. Књига је издата у тиражу од 4.000 пирмерака, а била је писана током његовог боравка у затвору.[3]

### Фебруар

#### 10. фебруар
- У Београду одржан Први конгрес Савеза радничке омладине Југославије (СРОЈ) на коме је расправљано о економској кризи, као и активности на селу. Конгрес је донео одлуку да се изврши реорганизација рада СРОЈ-а — да се са територијалних одбора пређе на ћелије по предузећима. Такође је донета одлука да се омасови организација „Црвени спорт“ (Црвена спортска интернационала је јула 1921. основана као секција Коминтерне), па је појачана активност на радничке спортске клубове, који су средином 1924. године имали око 1.400 чланова. Од 1. марта почео је у Загребу да излази лист „Искра“, који је био орган СРОЈ-а, а у априлу је у СРОЈ имао укупно 863 члана.[3]

#### 24. фебруар
- У Подгорици одржана Трећа покрајинска конференција КПЈ за Црну Гору. На Конференцији су присутни делегати били упознати са одлукама Треће земаљске конференције КПЈ и писмом секретара Централног партијског већа КПЈ Трише Кацлеровића. Изабран је нови Покрајински комитет у саставу - Станко Драгојевић, секретар и чланови Ниша Милановић и Божо Љумовић. У време одржавања Конференције у Црној Гори су постојале партијске ћелије у Подгорици, Котору, Цетињу, Даниловграду, Грахову и Улцињу, са око 50 чланова.[4]
- У Београду одржана Прва пленарна седница нове Радничке коморе за Србију и Македонију, који је именовало Министарство социјалне политике. У овој комори Главни раднички савез је добио 21 место, док су Независни синдикати добили само 7 места, иако су имали неколико пута више чланова.[4]

| Јануар Фебруар Март Април Мај Јун Јул Август Септембар Октобар Новембар Децембар |

### Март

#### 2. март
- У Великом Бечкереку (данас Зрењанин) одржана Обласна конференција НРПЈ за Војводину, којој је присуствовало 29 делегата из Новог Сада, Великог Бечкерека, Суботице, Сомбора, Панчева, Чуруга, Белог Блата и др (месне организације из Срема, јужно од Фрушке горе, нису имале представнике јер су подпадале под Обласни секретераијат за Београд). На Конференцији су поднета два реферата, а један од њих — „О задацима Партије у Војводини“ поднео је Коста Новаковић, члан Централног одбора НРПЈ, који је присуствовао Конференцији. На крају Конференције изабрано је привремено Обласно партијско веће.[4]

#### 8. март
- У Загребу поводом Међународног дана жена одржан састанак жена комуниста и основана месна организација Секретеријата жена НРПЈ. Крајем месеца, 23. марта одржан је нови састанак на ком је изабрана управа месне организације Секретеријата жена.[5]

#### 9. март
- У Сарајеву одржан Пленум Обласног већа КПЈ за Босну и Херцеговину, коме су присуствовали делегати илегалних организација КПЈ из Сарајева, Мостара, Вареша и Зенице. На Пленуму је разматрано питање обнове партијских и синдикалних организација.[5]
- У Љубљани одржана Прва конференција земљорадника, која је одржана на иницијативу Обласног секретеријата НРПЈ за Словенију. На Конференцији је формиран Земљораднички одбор НРПЈ, издат „Манифест радницима и сељацима“ и резолуције „О положају сељаштва“ и „О раду НРПЈ на селу“.[5]

#### 12. март
- На Београдском универзитету одржана протестна скупштина студената против одлуке министра просвете Милоша Трифуновића, да пензионише професора Боривоја Милојевића и отпусти једног доцента и једног асистента (били су под сумњом да су комунисти), сматрајући то за кршењем аутономије Универзитета. Они су тада на згради Ректората истакли паролу „Бранимо аутономију Универзитета“. После скупа, студенти су демонтрирали испред зграда министарства просвете и народне скупштине.

#### 16. март
- На Загребачком свеучилишту одржана протестна скупштина студената против италијанске анексије Ријеке. На скупштини је у име Клуба студената марксиста говорио Душан Грковић оштро нападајући италијанску и југословенску владу (Краљевина Италија и Краљевина СХС су 27. јануара потписале „Римски уговор“, којим је извршена подела Слободне државе Ријеке, која је настала на основу „Рапалског уговора“ из новембра 1920. године. Новим уговором Ријека је 9. марта припала Италији, а Сушак Југославији).[5]
- У Скопљу одржана седница Обласног секретеријата НРПЈ за Македонију, којој су присуствовали делегати партијских организација из Скопља, Велеса, Куманова, Тетова и Прилепа. На седници је расправљано о предстојећим задацима партијске организације и решавањем аграрног питања.[5]

#### 17. март
- У Београду од 17. до 19. марта одржана седница Централног партијског већа КПЈ на којој је дискутовано о Македонији. На седници је дошло до поновног сукоба „десне“ и „леве фракције“ око националног питања, као и око савеза са сељацима. Припадници десне фракције нису хтели савез са сељаштвом и евентуално отцепљење угњетених нација. Током дискусија је утврђено да је „ХРСС данас представник готовог свог хрватског народа“.[5]

#### 20. март
- У организацијама Независне радничке партије Југославије (НРПЈ) завршено спровођење партијског референдума (почео да се спроводи од 24. јануара). Резултати референдума, на којима се изјаснило 2.183, од укупно 3.100 чланова, су показали да је чланство прихватило нову програмску оријентацију, који је иницирала „лева фракција“. У оквиру референдума за извештај Централног одбора су гласала 2.073, а против су била 40 члана; за Резолуцију о политичкој ситуацији су гласала 2.125, а против су била 46 члана; за Резолуцију о националном питању су гласала 2.029, а против су била 84 члана; за Резолуцију о македонском и тракијском питању питању гласала су 2.057, а против су била 44 члана; за Резолуцију о аграрном питању гласала су 2.082, а против су била 3 члана; за Резолуцију о синдикалном питању гласало је 2.017, а против је било 7 чланова (у свим гласањима је било и уздржаних чланова). „Десна фракција“, која је остала у мањини је сматрала да су ствари погрешно, апстрактно постављене.[3]

#### 27. март
- Формирана нова Влада Краљевине СХС на чијем је челу су били Никола Пашић, председник Народне радикалне странке и Светозар Прибићевић, председник Самосталне демократске странке (ова Влада постојала је до 12. априла када је наступила политичка криза у парламенту, али је 21. маја формирана нова Влада Николе Пашића).

#### у току марта
- У Београду Централни одбор НРПЈ, поводом смрти Владимира Лењина издао споменицу „Лењин“ - у два издања (ћирилицом и латиницом) у тиражу од око 5.000 примерака. Књигу је за штампу приредио Моша Пијаде.[5]

### Април

#### 3. април
- На Цетињу умро Јован Томашевић (1891—1924), председник Обласног комитета КПЈ за Црну Гору и један од организатора Комунистичке партије Југославије (КПЈ) у Црној Гори.[5]

#### 20. април
- У Суботици одржана Прва конференција Савеза пољопривредних радника Југославије (био забрањен децембра 1920, доношењем „Обзнане“, а обновио рад априла 1922). На Конференцији је, уз помоћ Независних синдиката (чији је Савез био члан) оцењена ситуација у Савезу, утврђене тешкоће у раду и дате смернице за бржу обнову обнову рада старих и стварања нових подружница са циљем масовног окупљања пољопривредних радника (почетком јула 1924, Савезу је, као и НРПЈ, био забрањен рад).[5]

#### 23. април
- У Београду, Независни синдикати организовали протест око 200 радника штофаре Владе Илића, због смрти текстилне раднице Љубице Љубичић, која је почетком априла била ухапшена, под сумњом да је украла комад платна из фабике, а потом до смрти мучена у затвору Управе града Београда тзв „Главњачи“. На протесту су о оксплоатацији радничке класе и о мучењу и убијању Љубице Љубичић говорили — Љубомир Митић, секретар Савеза дрводељских радника и Драга Стефановић, члан Секретеријата жена НРПЈ.
- У Нишу формиран раднички спорт клуб „Раднички“. Он је у ствари био наставак радничког-спортског друштва „Пролетер“ (основаног 1921), које је од стране власти било означено као „комунистичко“. Оснивач радничког друштва био је Милош Марковић, члан КПЈ. У екипи нишког Радничког, касније су као активни играчи, играли познати револуционари — Јосип Колумбо и Станко Пауновић Вељко.

| Јануар Фебруар Март Април Мај Јун Јул Август Септембар Октобар Новембар Децембар |

### Мај

#### 1. мај
- Широм Југославије, уз забрану власти прослављен 1. мај — Празник рада. У Загреб је поводом Првог маја извршена потпуна обустава рада, укључујући и трамвајски саобраћај, а потом је у биоскопу „Балкан“ одржана скупштина којој је присуствовало око 5.000 радника (испунивши дворану и двориште испред ње). У Сарајеву је месна организација НРПЈ организовала првомајски збор, на коме је уз прусуствово око 700 радника говорио Василије Срзентић. У Новом Саду су организоване демонстрације радника против полицијског насиља на руководством и активистима радничког покрета у Војводини, а том приликом је полиција ухапсила 17 лица. Првомајске прославе одржане су и у Београду, Нишу, Шапцу, Пироту, Ужицу, Крагујевцу, Пожаревцу, Ваљеву, Лесковцу и др. Полиција је онемогућила радницима првомајске прославе у Земуну и Крушевцу и Књажевцу.[6]

#### 4. мај
- У Љубљани одржана Обласна конференција НРПЈ за Словенију, којој су присуствовали делегати 12 партијских организација, пет представника сељака и један делегат СРОЈ-а. На Конференцији је донета одлука да наоружани радници спрече најављени поход припадника ОРЈУНЕ на Трбовље.[6]

#### 11. мај
- У Загребу одржана Обласна конференција НРПЈ за Хрватску и Славонију, којој су присуствовали делегати из Загреба, Карловца, Осијека, Вараждина, Вировитице, Сушака, Крижеваца, Делница и др. Расправљано је о политичкој ситуацији, реорганизацији Партије, аграрном питању, раду на сели и раду у синдикатима. На Крају конференције је изабран Обласни секретаријат, а обласни секретар је био Владимир Ћопић.[6]

#### 21. мај
- Грб Краљевине Срба, Хрвата и Словенаца Формирана нова Влада Краљевине СХС на чијем је челу био Никола Пашић, председник Народне радикалне странке (ова Влада формирана је после пада претходне Владе „Пашић-Прибићевић“ и неуспеха демократе Љубе Давидовића да формира нову владу. Постојала је до 27. јула када је заменила Влада Љубе Давидовића). За време мандата ове Владе донета је 11. јула одлука о забрани Независне радничке партије и Савеза радничке омладине Југославије, чиме је онемогућено легално деловање Комунистичке партије Југославије.

#### 25. мај
- У Загребу одржана Прва радничко-сељачка конференција за Хрватску и Славонију, која је одржана на иницијативу Обласног секретеријата НРПЈ за Хрватски и Славонију. Поред чланова НРПЈ, Конференцији су присуствовали и представници левог крила Хрватске републиканске сељачке странке (ХРСС). На Конференцији се говорило о значају радничко-сељачког блока у борби против капитализма, о привредном положају сељака у Хрватској и о аграрној реформи.[7]

| Јануар Фебруар Март Април Мај Јун Јул Август Септембар Октобар Новембар Децембар |

### Јун

#### 1. јун
- У Трбовљу, где је требало да се одржи освећење и развијање застава припадника Организације југословенских националиста (ОРЈУНА), дошло до сукоба између припадника ОРЈУНЕ и Пролетерски акционих чета (које су организовали и водили комунсити). Припадници ОРЈУНЕ су знали да је рударско Трбовље снажно упориште радничког покрета Словеније и зато су га изабрали за свој изазивачки и демонстративни марш. Комунисти су одмах, по најави манифестације у Трбовљу, отпочели припреме за њено спречавање, а у тој мери је био и формиран посебан Одбор (чланови одбора су били Јакоб Жорга, Иван Базник и Франце Клопчич) који је спровео припреме за сукоб. Дана 1. јуна око 500 припадника ОРЈУНЕ (из свих крајева Словеније, као и једна делегација из Загреба) је дошло у Трбовље и потом на челу са војном музиком отпочела марш према центру града. Приликом проласка поред зграде Рударског дома око 150 радника их је зауставило и потом је избио сукоб. Током сукоба, орјунаши су ухватили рудара Франца Факина и убили га, а потом су демолирали и запалили зграду Рударског дома. У сукоб се потом умешала и жандармерија, а страдало је седморо људи - четворица рудара (Албин Фриц, Јакоб Оцепек, Јожеф Зупанц и Иван Розина) и три орјунаша (Фран Шлајфак, Жарко Болгхаузер и још један), док је више десетина људи повређено. Крајем новембра, Цељски суд је осудио на казне затвора неколико учесника догађаја — припадника Пролетерских акционих чета, док су процеси против припадника ОРЈУНЕ прекинути амнестијом власти.[7]

#### 6. јун
- У Београду, на позив месне организације НРПЈ, месног синдикалног већа Независних синдиката и месног удружења СРОЈ-а одржан велики раднички протест против фашизма и терора ОРЈУНЕ у Трбовљу. На протесту је усвојена Резолуција у којој је тражено да се врши непрекидна пропаганда против фашизма и организовање радничке одбране за заштиту радника и њихових организација (до 22. јуна одржани су слични протести у Нишу, Јагодини, Смедеревској Паланци, Аранђеловцу, Ваљеву, Крагујевцу, Шапцу, Ужицу и др).[7]

#### 17. јун
- У Москви од 17. јуна до 8. јула одржан Пети конгрес Комунистичке интернационале (Коминтерне). На овом Конгресу, првом после Лењинове смрти анализиран је рад организације и спровођење одлука Четвртог конгреса (одржан крајем 1922), као и - пораз револуционарних акција у Немачкој и Бугарској, репресије против комуниста у Италији и Пољској и др. Филип Филиповић је на Конгресу говорио у име КП Југославије, КП Бугарске, КП Грчке, КП Румуније и КП Турске и навео да је потребно на Балкану радити на стварању радничко-сељачких савеза. Конгрес је усвојио и „Резолуцију о југословенском питању“ којом је Југославија оцењена као имеријалистичка држава, коју треба разбити и створити независне националне државе.[7]

#### 23. јун
- У Београду, као друга свеска Марксистичке библиотеке, у издању НРПЈ објављена брошура Косте Новаковића „Македонија Македонцима! Земља земљорадницима“ (тираж ове брошуре је био 3.000 примерака). У овој брошури Новаковић је на популаран начин изложио ставове НРПЈ (уставри ставови илегалне КПЈ) према националном и аграрном питању у Македонији у духу резолуција Треће земаљске конференције КПЈ.[8]

#### 25. јун
- У Београду Првостепени суд осудио на годину дана Павла Павловића, бившег члана Централног партијског већа КПЈ и бившег народног посланика (суђено му је накнадно, пошто је био одсутан у време одржавања „Видовданског процеса“, јануара 1922, на коме је осуђена већина високих функционера и народних посланика КПЈ). Павловић је био ухапшен октобра 1923. године, када се вратио у земљу из иностранства (пошто је у истражном затвору провео седам месеци, на слободу је био пуштен после одлежаних пет месеци). Пред судом су га бранили адвокати — Бора Поповић, Светолик Гребенац и Угљеша Јовановић.

#### 26. јун
- Полиција Управе града Београда забранила и запленила брошуру Косте Новаковића „Македонија Македонцима! Земља земљорадницима“, а 10. јула ухапсила Новаковића (почетком септембра он је био осуђен на шест месеци затвора).

#### 28. јун
- У Београду др Драгољуб Јовановић основао „Друштво социјалних радника“. Ово друштво је до децембра 1925. године одржало 65 предавања и изадавало је брошуре и билтене. У оквиру овог друштва деловао је Рајко Јовановић, а у Друштву су се афирмисали Отокар Кершовани и Веселин Маслеша (када је 1927. године Драгољуб Јовановић приступио земљорадницима, они су приступили СКОЈ-у)

| Јануар Фебруар Март Април Мај Јун Јул Август Септембар Октобар Новембар Децембар |

### Јул

#### 1. јул
- У Москви, где се налазио у посети Совјетском Савезу, Стјепан Радић потписао приступ Хрватске републиканске сељачке странке (ХРСС) Црвеној сељачкој интернационали (Крестинтерна). Ову одлуку су убрзо прихватили сви органи странке (овај поступак је изазвао велико негодовање власти, што је довело до тога да у јануару 1925. и на ову странку буде примењен Закон о заштити државе, а њено вођство ухапшено).

#### 11. јул
- У Београду ухапшен Коста Новаковић, члан Централног партијског већа КПЈ и бивши народни посланик, због писања брошуре „Македонија Македонцима! Земља земљорадницима“, која је издата 23, а забрањена 26. јуна. Почетком септембра он је због писања брошуре био осуђен на шест месеци затвора.[7]
- У Београду одржана седница Владе „Пашић-Прибићевић“ на којој је министарству унутрашњих дела дат предлог да забрани рад Независној радничкој партији Југославије (НРПЈ), јер је њен рад противан Закону о заштити државе. Министарству је такође дат налог и да испита рад Независних синдиката Југославије и да њега забрани, уколико се докаже да су његове организације деловале заједно са НРПЈ на пропагирању комунизма (одлуком од 12. јула био је забрањен рад Независних синдиката, али је 1. августа нова Влада Љубе Давидовића повукла одлуку о забрани синдиката).[8]

#### 12. јул
- Министар унутрашњих дела Милан Сршкић донео наредбу којојм је забрањен даљи рад — Независне радничке партије Југославије (НРПЈ), Савеза радничке омладине Југославије (СРОЈ) и Независних синдиката Југославије (ова наредба названа је „мала Обзнана“). На основу ове наредбе, полиција је истог дана у целој земљи почела да спроводи забране рада организација НРПЈ, СРОЈ и Независних синдиката и да заплењује њихове архиве, књиге и други имовину, као и да затвара радничке домове. Упоредо са овим, вршена су и масовна хапшења чланова забрањених организација (КПЈ је повучена искуством из 1921. године преко НРПЈ и СРОЈ на време издала упутства за рад у случају забране легалних организација, па су архиве и други материјали били склоњени на време).[8]

#### 15. јул
- У Бечу изашао први број листа „Балканска федерација“, који је издавала Балканска комунистичка федерација. Један од уредника овог листа био је Огњен Прица.[8]

#### 27. јул
- Формирана нова „левичарска“ Влада Краљевине СХС на чијем је челу био Љубомир Давидовић, председник Југословенске демократске странке. Поред демократа у влади су биле и друге странке Опозиционог блока - Словенска људска странка и Југословенска муслиманска организација, уз подршку Хрватске републиканске сељачке странке (ова Влада постојала је до 6. новембра када је заменила Влада радикала Николе Пашића). У току краткотрајног мандата ове Владе 1. августа је допуштен рад Независних синдиката Југославије.[8]

#### у току јула
- У Москви одржана (Совјетски Савез) Седма конференција Балканска комунистичке федерације, на коме се, као и на Петом конгресу Коминтерне, доста расправљало о националном питању. Конференција је констатовала да је „Версајски споразум“ донео нова национална угњетавања и да Југославија није ретултат националне револуције и народне жеље већ резултат империјалистичког рата. У Резолуцији, донетој на Конференцији је истакнуто да власт над Македонијом обезбеђује власт над Балканом и да зато постоји опасност балканског рата (у време одржавања Конференције били су веома напети односи Краљевине СХС и Краљевине Бугарске), због чега треба овладати македонским и хрватским националним покретима.[9]

| Јануар Фебруар Март Април Мај Јун Јул Август Септембар Октобар Новембар Децембар |

### Август

#### 1. август
- Министар унутрашњих послова Настас Петровић донео решење којим се дозвољава продужетак рада Независних синдиката Југославије и наредбу да им се све одузете ствари буду враћене. Падом Владе Љубе Давидовића и поновним формирањем Владе „Пашић-Прибићевић“, у новембру, одлука од дозволи рад Независних синдиката је веома споро спровођена у живот. У Далмацији, Босни и Херцеговини и Словенији, Независним синдикатима није дозвољено деловање.[9]

#### 5. август
- У Београду, Триша Кацлеровић предао министру иностраних дела Краљевине СХС Војиславу Маринковићу поруку народног комесара Иностраних дела Совјетског Савеза Георгија Чичерина у којој је тражено успостављање дипломатских односа, узајамно немешање у туђе унутрашње послове. Влада је под утицајем двора одбила овај предлог, а дипломатски односи са Совјетски Савезом нису успостваљени све до 25. јуна 1940. године.[9]

#### 20. август
- У Београду од 20. до 25. августа трајао штрајк 250 радника Електричне централе, у коме је тражено повећање надница, скраћење радног времена и побољшање других услова рада. Због сукоба међу вођама штрајка — сукоб између реформиста и комуниста, као и сукоба међу самим комунистима (лева и десна фракција), као и интервенције полиције, штрајк је завршен минималним успехом.[9]

#### 21. август
- У Љубљани почео да излази недељник „Радничко-сељачки лист“ (словен. Delavsko-kmetski list), који је био легално гласило илегалне КПЈ у Словенији. Комунисте у Словенији су по овом листу почели да називају „декалисти“. Уредници листа су били Цирил Штукељ, Алберт Хлебец и Александар Коблер. Лист је излазио све до 22. априла 1926. године, када је забрањен. Наследник овог листа био је лист „Јединство“ (словен. Enotnost).[9]

#### 24. август
- У Београду почео да излази лист „Оковани радник“, који је покренуо Извршно одбор КПЈ. Разлог за излазак овог листа, било је неколико узастопних конфискација листа „Радник“ (почео да излази 26. новембра 1922.), који је био званични лист НРПЈ (отуда и назив „Оковани радник“). Као номинални власник листа, пред властима је пријављен Триша Кацлеровић, а потом Никола Крстић. Као одговорни уредник листа наглашаван је Драгутин Рајковић, док је стварни уредник био Моша Пијаде. Лист је најпре излазио једном, а од 20. новембра два пута недељно (током септембра и октобра излазио је паралелно са листом Радник, али је он у октобру престао да излази). Као незванични орган илегалне КПЈ, од самог почетка је помагао напоре да се укине забрана НРПЈ и СРОЈ и залагао се за већу слободу рада Независних синдиката. Био је често забрањиван и заплењиван, а коначно је забрањен 4. децембра 1924. године.[9]

| Јануар Фебруар Март Април Мај Јун Јул Август Септембар Октобар Новембар Децембар |

### Септембар

#### 9. септембар
- У Београду 9. и 10. септембра пред Првостепним судом одржано суђење Кости Новаковић, члану Централног партијског већа КПЈ и бившем народном посланику, који је био оптужен да је писањем брошуре „Македонија Македонцима! Земља земљорадницима“ позивао на рушење државе и осуђен је на шест месеци затвора. Поред Новаковића био је оптужен и Никола Стефановић, графички радник због штампања брошуре, али је на суђењу ослобођен. Међу адвокатима оптужених био је и Рајко Јовановић.

#### 13. септембар
- У центру Софије, на улици убијен Димо Хаџидимов (1875—1924), социјалист, идеолог и вођа македонске левице у Краљевини Бугарској. Био је члан Бугарске комунистичке партије у њен посланик у Народном собрању. Хаџидимов убица је био Владо Черноземски, терориста и члан ВМРО (он је за ово убиство 1928. био осуђен на смрт, али је потом помилован, а 1932. и амнестиран. Године 1934. је био извршилац „Марсејског атентата“, у коме су убијени краљ Александар Карађорђевић и Луј Барту, француски министар иностраних послова).[10]

#### 19. септембар
- У Љубљани у Градском дому одржан протестни збор радника. На збору је донесена Резолуција у којој је захтевана аксција свиг струковних организација, пуштање ухапшених, формирање комисије која би требало да утврди кривицу за првојунске догађаје у Трбовљу, строго поштовање одредби Закона о заштити радника, расписаивање избора за радничке коморе и формирање болесничке благајне.[10]

#### у току септембра
- У Крагујевцу, у кафани „Парк“ одржана Оснивачка скупштина радничког спортског клуба „Млади радник“ (данас Фудбалски клуб „Раднички 1923“). Клуб је основан на основу иницијативе месних организација Савеза радничке омладине Југославије и Независних синдиката. На Скупштини су усвојена Правила и изабрана Управа клуба и први председник Александар Ратковић. Прву утакмицу „Млади радник“ је одиграо са Спортским клубом „Триглав“ и био поражен резултатом 2:0.

### Октобар

#### 5. октобар
- У Београду, на позив месне управе НРПЈ, одржан збор у кафани „Нова скупштина“. Овај збор је био одржан поводом 60 година од оснивања Прве интернационале (основана 28. септембра 1864. у Лондону), а на њему је говорио Рајко Јовановић. Истог дана, у кафани „Шуматовац“ је на позив месне организације СРОЈ, био организован протестни збор против забране ове организације, а на збору је говорио Златко Шнајдер. Поред зборова НРПЈ и СРОЈ, у Београду је у хотелу „Континентал“ био одржан и збор око 1.000 кираџија на коме се протестовало против нацрта новог „Закона о становима“. После одржаних зборова, радничка омладина, чланови НРПЈ и СРОЈ, као и кираџије су демонстрирали улицама против одлуке Владе о забрани НРПЈ И СРОЈ. Полиција је растурила овај збор и ухапсила неколико лица.[10]
- У Загребу, у дворани биоскопа Олим одржана јавна скупштина НРПЈ. На Скупштини су говорили — Триша Кацлеровић, секретар Централног секретеријата НРПЈ; Владимир Ћопић, обласни секретар НРПЈ за Хрватску и Славонију и Иван Крндељ, у име синдиката.[10]

| Јануар Фебруар Март Април Мај Јун Јул Август Септембар Октобар Новембар Децембар |

### Новембар

#### 6. новембар
- Формирана нова Влада Краљевине СХС на чијем је челу био Никола Пашић, председник Народне радикалне странке (ова Влада постојала је до 29. априла 1925. када је формирана нова Влада Николе Пашића).

#### 20. новембар
- Од 20. до 24. новембра одржан Пленум Централног одбора Независне радничке партије Југославије (НРПЈ) на коме се дискутовало о другом партијском реферндуму (одржан од половине октобра до половине новембра) на коме је већина чланства поново подржала „леву фракцију КПЈ“. На пленуму је Земаљско веће НРПЈ усвојило „Одлуку о спору у Партији“. После овога група функционера НРПЈ, која је припадала „десној фракцији“ — Сима Марковић, Драгутин Буквић, Михаило Тодоровић, Лаза Стефановић, Драгутин Владисављевић, Жика Цветковић и Живота Милојковић су напустили НРПЈ.[11]

#### 29. новембар
- У Загребу одржан састанак Обласног већа НРПЈ за Хрватску и Славонију (ово је био његов последњи састанак). На састанку, на коме је поред чланова Већа учествовало и 27 делегата, расправљано је о политичкој сизуацији у вези са најављеним скупштинским изборима, раду на селу, синдикалном покрету, раду Црвене помоћи и спорту. Обласни секретар Владимир Ћопић је говорио о раду секретеријата означивши као успешан рад на програму савеза радника и сељака. Приликом изгласавања Резолуције дошло је до сукоба између присталица „леве“ и „десне фракције“, али је на интервенцију Ћопића он превладан.[11]

### Децембар

#### 1. децембар
- У Загребу од 1. до 5. децембра студенти Загребачког свеучилишта водили петодневни генерални штрајк (ово је био један од највећих студентских штрајкова на Згребачком свеучилишту у предратном периоду, који је нашао одјека и у иностранству). Повод за штрајк је била одлука министра просвете Светозара Прибићевића да пензионише четворицу професора, зато што су били изабрани у Извршни одбор Хрватске заједнице (ова одлука је била само увод у коначну одлуку о спровођењу Закона о заштити државе и на Хрватску републиканску сељачку странку, јануара 1925). Студенти су пет дана бојкотовали сва предавања, па је на позив ректора Ладислава Полића интервенисла полиција која је ухапсила неколико десетина студената (углавном комуниста). Поводом ових догађаја, студенти Београдског универзитета су 4. децембра одржали протестни збор солидарности са загребачким студентима, који је прерастао у петодневни штрајк. Штрајк загребачких, а потом протест београдских и љубљанских студената наишао је на велик одјек у страној штампи, а многи инострани студенти су изражавали солидарност са њима у борби за аутономију универзитета.[11]

#### 4. децембар
- У Београду, око 500 студената Београдског универзитета одржало протестни збор у дворишту зграде Универзитета. Збор је одржан због рушења аутономије Универзитета и проглашен је четвородневни штрајк, у знак солидарности са загребачким студентима. По завршетку збора, студенти су кренули да ректору Павлу Поповићу предају Резолуцију, донету на збору, али их је тада у близини зграде Универзитета напала жандармерија. Студенти су тада почели да се повлаче у зграду Универзитета, али су и тамо упали жандарми и почели да пуцају. У сукобу студената и жандара, тешко су рањена три студента (студент медицине Радоје Лакић и студенти права Периша Ђаковић и Милан Лазаревић) и један прлатник (учитељ Миомир Ристић), док је њих неколико лакше повређено, а 20 студената је ухапшено. Због овог инцидента, али и најављеног студентског штрајка, ректор је обуставио предавања до 9. децембра.[11]
- У Љубљани одржан једнодневни штрајк студената Љубљанског универзитета у знак солидарности са загребачким студентима. Током штрајка на Универзитет су упали припадници ОРЈУНЕ и тада је избила туча између орјунаша и студената.
- У Загребу, испред зграде Свеучилишта одржан протестни збор око 60 студената радикала и орјунаша, који су захтевали да отпочну предавања и давали подршку одлуци министра просвете Светозара Прибићевића.[11]

#### 13. децембар
- У Београду полиција упала у редакцију листа „Оковани радник“ (који је био забрањен одлуком власти 4. децембра) претресла и запечатила просторије.

#### 14. децембар
- У Београду одржан протестни збор против бруталног поступка полиције према студентима Београдског универзитета, који су протестовали 4. децембра у знак солидарности са загребачким студентима.[12]

#### 23. децембар
- Влада Пашић-Прибићевић донела одлуку да на основу Закона о заштити државе (донет 1921. и примењивао се над комунистима), забрани рад Хрватске републиканске сељачке странке (ХРСС) и похапси њено вођство јер је оцењено да од ове странке прети „бољшевичка опасност“ (Стјепан Радић је 1. јула приликом посете Москви ову странку учланио у Црвену сељачку интернационалу, која је била секција Коминтерне). Обзнана о забрани ХРСС објављена је тек 2. јануара 1925. године.

#### 31. децембар
- У Сплиту од 31. децембра до 2. јануара 1925. године Обласна конференција СКОЈ-а за Даламцију (скојевска организација у Далмацији била је тада једна од најјачих у земљи, имала је девет месних организација са око 600 чланова), којој је присуствовало 30 делегата из десетак места, као и Златко Шнајдер, члан Извршног одбора СКОЈ-а. На Конференцији су поднети извештаји о дотадашњем раду и организационом питању и изабрано ново Обласно руководство — Далибор Јакаша, политички и Јосип Чулић, организациони секретар (Конференцији је присуствовао и Иван Лавчевић-Лучић, касније познати далматински револуционар и народни херој).[12]

#### у току децембра
- Одржана Конференција Независне радничке партије Југославије (НРПЈ) на којој је расправљано о кандидовању за предстојеће парламентарне изборе (одржани 8. фебруара 1925. године). Пошто је НРПЈ била забрањена одлуком Владе Пашић-Прибићевић у јулу (током јануара 1925. НРПЈ је у потпуности престала са радом), КПЈ је на овим изборима учествовао под листом „Радничко-сељачки блок“. У складу са политиком Коминтерне о стварању радничко-сељачких савеза КПЈ је понудила Хрватској републиканској сељачкој странци (у јулу је ова странка приступила Црвеној сељачкој интернационали, која је деловала у оквиру Коминтерне) да приступи овом савезу, али је ХРСС то одбио.[12]

| Јануар Фебруар Март Април Мај Јун Јул Август Септембар Октобар Новембар Децембар |